# Cluse de l'Arve
La cluse de l'Arve est une cluse de France située en Haute-Savoie. L'Arve traverse l'anticlinal du Bargy, séparant la montagne de Chevran, qui se retrouve d'un point de vue géographique dans le massif du Giffre au nord-est, du reste du massif des Bornes auquel elle appartient d'un point de vue géologique au sud-ouest. Elle se situe au milieu de la vallée de l'Arve et a donné son nom à la ville de Cluses. Outre l'Arve, la cluse est franchie par la route départementale 1205, l'autoroute A40 et la ligne de La Roche-sur-Foron à Saint-Gervais-les-Bains-Le Fayet ; une sortie d'autoroute et l'autoport du Mont-Blanc se trouvent dans le cœur du pli de la cluse.
Dans un sens plus large, la cluse désigne le resserrement de la vallée de l'Arve entre Cluses en aval et le village d'Oëx sur la commune de Magland en amont, soit sur près de neuf kilomètres. Ce passage entre les massifs du Giffre et des Aravis a été élargi en vallée en auge lors du passage du glacier de l'Arve au cours des différentes glaciations.

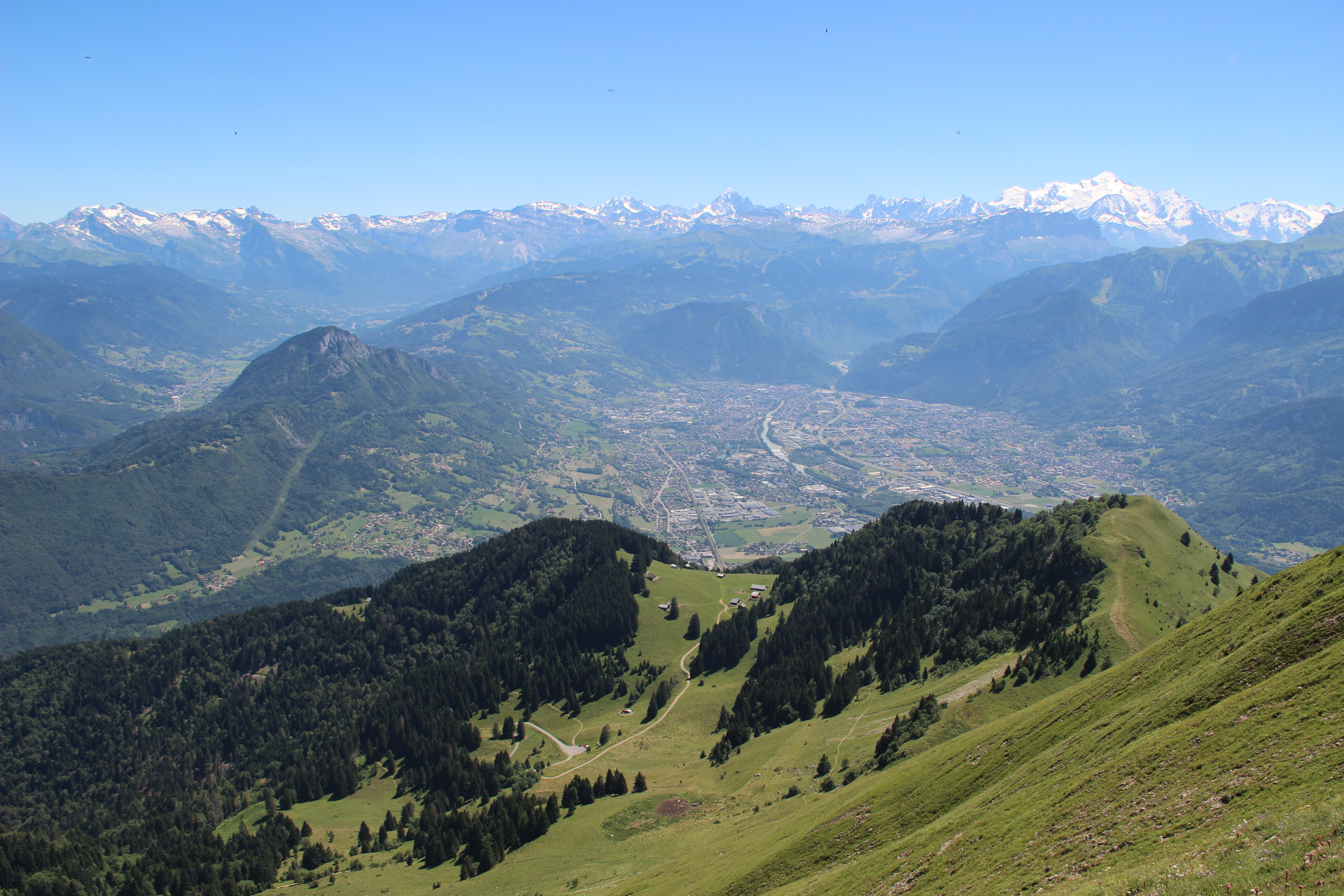
Vue de Cluses dans la vallée de l'Arve depuis le Môle au nord-ouest avec l'extrémité aval de la cluse de l'Arve derrière la ville ; en arrière-plan sur la droite, le massif du Mont-Blanc.

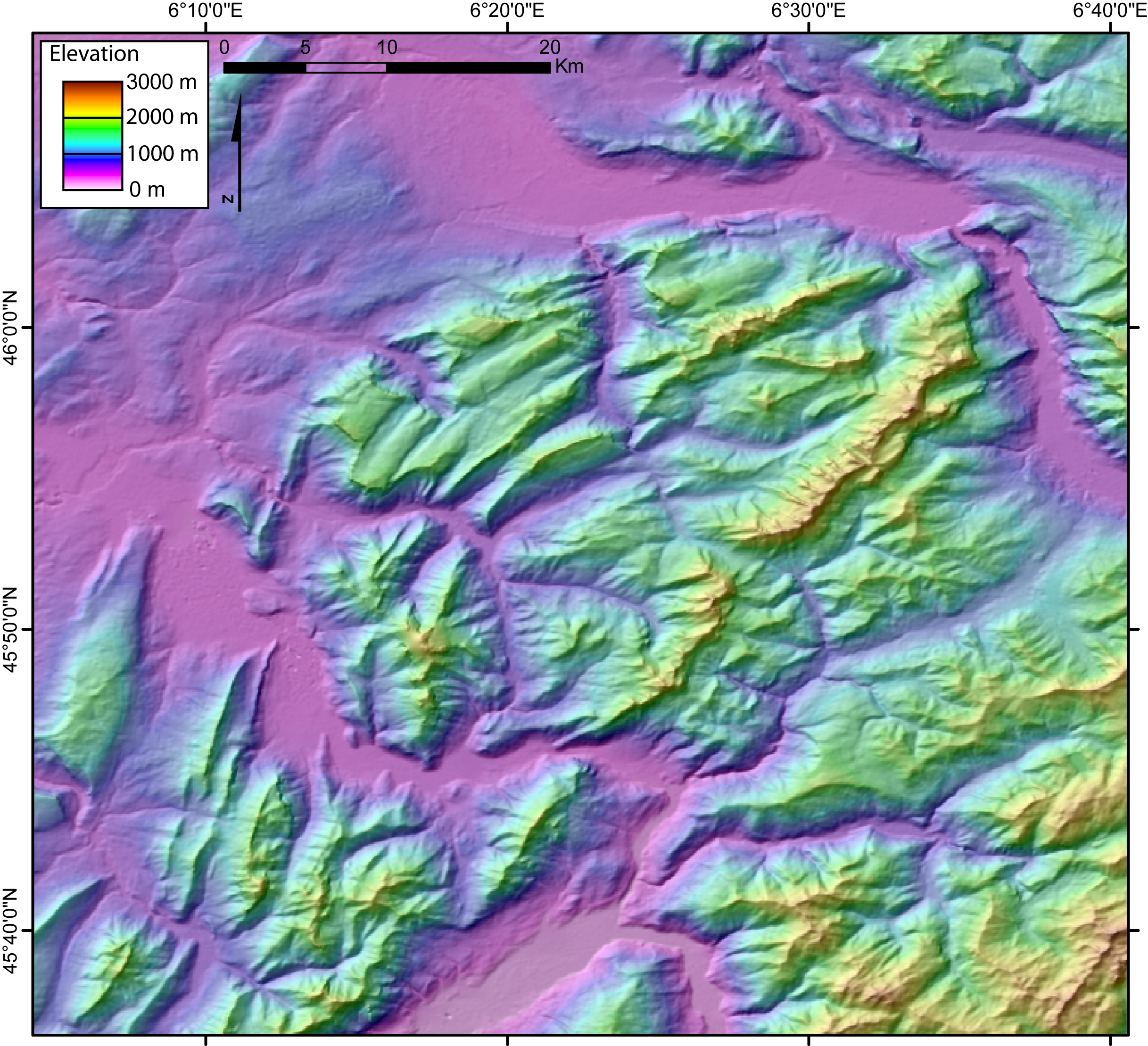
Modèle numérique de terrain du massif des Bornes et de la chaîne des Aravis avec la cluse de l'Arve au nord-est.